# Munitiestort
Een munitiestort is een plaats waar ongebruikte munitie gedumpt is.

## België
Voor de kust van Knokke-Heist ligt op de zandbank Paardenmarkt, op nauwelijks 500 meter van het strand, ongeveer 35.000 ton grotendeels Duitse munitie van de slagvelden uit de Westhoek uit de Eerste Wereldoorlog in zee begraven. Dit is wel de belangrijkste dumpplaats van België. Tot 2013 dacht men dat niet meer dan ongeveer een derde daarvan uit gifgasgranaten bestond met onder andere mosterdgas. Uit een onderzoek van 2013 blijkt echter dat vrijwel al deze munitie uit gifgasgranaten bestaat. Omdat chemische munitie een groot gevaar opleverde, kon ze in verband met het oncontroleerbaar vrijkomen van chemische dampen niet op land tot ontploffing worden gebracht. In 1919 besloot de Belgische overheid daarom de munitie te dumpen op de zeebodem. Daar zou de munitie wegzinken in de zeebodem en onder een laag slib van minimaal twee meter dik blijven liggen.

## Nederland
Op de bodem van de Oosterschelde in het Gat van Zierikzee, voor de kust van Zierikzee in het Nationaal Park Oosterschelde, ligt 30.000 ton overgebleven ongebruikte munitie op een diepte van 30 tot 50 meter. Het is de grootste munitiestortplaats van Nederland. De munitie stamt uit de Tweede Wereldoorlog en werd daar door het leger in de periode 1945-1967 in het water gestort. Door het zoute zeewater zijn de granaten gaan roesten en kan de giftige inhoud ontsnappen. Ook is de munitie aan verval onderhevig waardoor de inhoud langzaam vrijkomt en vermengt in het water.
Op de bodem van de Waddenzee bevindt zich tussen Ameland en Schiermonnikoog een munitiestortplaats waar na de Tweede Wereldoorlog 500 ton munitie gedumpt is. De munitie is afkomstig uit de Duitse bunkers op Schiermonnikoog. De granaten roesten onder invloed van het zoute zeewater langzaam door, waardoor de giftige stoffen op termijn vrij zullen komen maar onduidelijk is wanneer.
Op de bodem van de Noordzee ligt op zo'n 30 tot 40 kilometer uit de kust bij IJmuiden een munitiestortplaats met een omvang van 30.000 ton. Ook bij Hoek van Holland liggen uit de kust twee munitiestortplaatsen.